# Varjas Elemér
Varjas Elemér, 1909-ig Weisz, (Dombóvár, 1890. január 12. – Szovjetunió, 1937) pártmunkás, mozgalmár, szövetkezeti szakember, Varjas Sándor testvére. A sztálini törvénysértések áldozata lett.

## Életrajza
Kézműves család sarja, Varjas (Weisz) Ignác és Fried Karolin gyermeke. Felsőfokú tanulmányait a Gazdasági Főiskolán végezte, ahol 1916-ban diplomázott. Bátyja, Varjas Sándor közbenjárásra került kapcsolatba a munkásmozgalommal. A Magyarországi Tanácsköztársaság idején az Országos Központi Hitelszövetkezetnél dolgozott népbiztosi megbízottként, majd a rendszer bukását követően pár napig Budapesten bujdosott. 1919. augusztus 7-én letartóztatták, ügyének tárgyalására 1921. február 22-én került sor. Tízhavi fegyházra ítélték, amelyet a Gyüjtőfogházban töltött le. 
Fogolycsere keretében került a Szovjetunióba 1922-ben, ahol hamarosan elsajátította az orosz nyelvet és a Szövetkezeti Központnál alkalmazták. Itt előbb nemzetközi osztályon dolgozott, nem sokkal később átkerült az export-import nemzetközi osztályra, valamint a Kommunista Internacionálé szövetkezeti szekciójában is dolgozott G. Oszvald név alatt. Széles nemzetközi kapcsolati hálót épített ki, amely angol, norvég, svéd, francia, osztrák, német, csehszlovák, bolgár szövetkezeti szakemberekből állt össze. Beszélt oroszul, németül, angolul és franciául, így könnyedén megszervezett számos nemzetközi szövetkezeti kongresszust. Több könyve és cikke jelent meg a szövetkezeti mozgalom történetéről és annak nemzetközi vonatkozásairól. Baráti körébe tartozott Varga Jenő, Hamburger Jenő, Lukács György és Czóbel Ernő. 1937-ben letartóztatták koholt vádak alapján, ennek lett az áldozata.